# (31774) Debralas
1999 JW121 (asteroide 31774) é um asteroide da cintura principal. Possui uma excentricidade de 0.12364390 e uma inclinação de 2.59191º.
Este asteroide foi descoberto no dia 13 de maio de 1999 por LINEAR em Socorro.